# أوليفيا مولينا
أوليفيا مولينا (بالإسبانية: Olivia Molina)‏ هي ممثلة إسبانية، ولدت في 25 سبتمبر 1980 بإيبيزا في إسبانيا.

## وصلات خارجية
- أوليفيا مولينا على موقع IMDb (الإنجليزية)
- أوليفيا مولينا على موقع ألو سيني (الفرنسية)
- أوليفيا مولينا على موقع أول موفي (الإنجليزية)
- أوليفيا مولينا على موقع قاعدة بيانات الفيلم (الإنجليزية)
- أوليفيا مولينا على موقع قاعدة بيانات الفيلم (الإنجليزية)
- أوليفيا مولينا على موقع كينوبويسك (الروسية)